# 둥펑 위룽

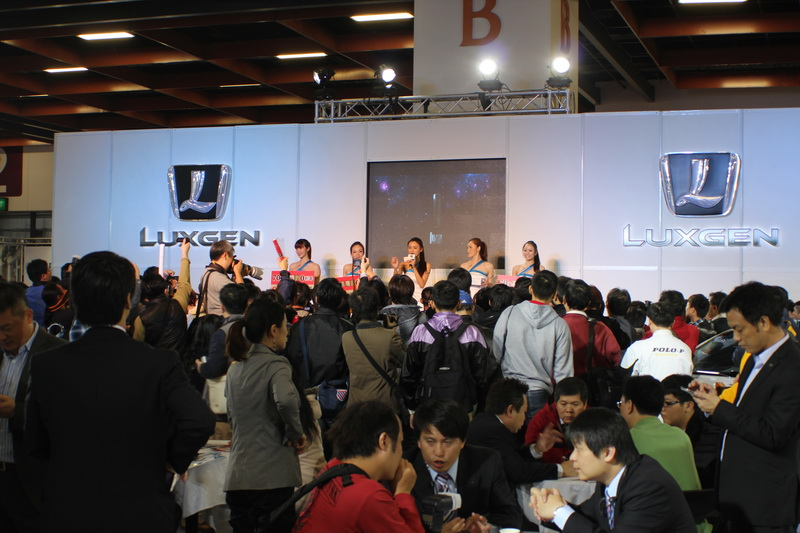
둥펑 위룽 부스

둥펑 위룽(영어: Dongfeng Yulon)은 중화인민공화국 항저우시에 본사를 둔 자동차 제조 회사로, 중국 본토 자동차 제조업체인 둥펑 자동차와 대만의 자동차 제조업체인 위룽 자동차 간의 50:50 합작투자 회사였다. 주요 활동은 중국 본토에서 럭스젠의 차종을 생산, 유통 및 판매였다.

## 역사
2010년 7월 29일, 둥펑 자동차는 위룽 자동차와의 합작투자 설립을 위해 중화인민공화국 국가발전개혁위원회의 승인을 받았다.
둥펑 위룽은 2010년 12월 14일 공식적으로 설립되었으며, 두 파트너는 이 벤처에 초기 34억 위안(5억 1천만 달러)을 투자하기로 합의했다.
둥펑 위룽은 2011년 7월 28일 첫 모델인 럭스젠 7 SUV 생산을 시작했다. 럭스젠 7의 중국 본토 판매는 2011년 10월에 시작되었다.
지난 몇 년간의 판매 감소로 인해 둥펑 위룽은 2020년 11월에 파산 청산에 들어갔다.

## 제품
둥펑 위룽은 다음 차량을 생산하였다:
- 럭스젠 S3 (1.6 리터)
- 럭스젠 S5 (1.8 및 2.0 리터)
- 럭스젠 U5
- 럭스젠 U6 (1.8 및 2.0 리터)
- 럭스젠 M7 (2.0 리터)
- 럭스젠 CEO MPV (2.2 리터)
- 럭스젠 U7 (2.0 및 2.2 리터)

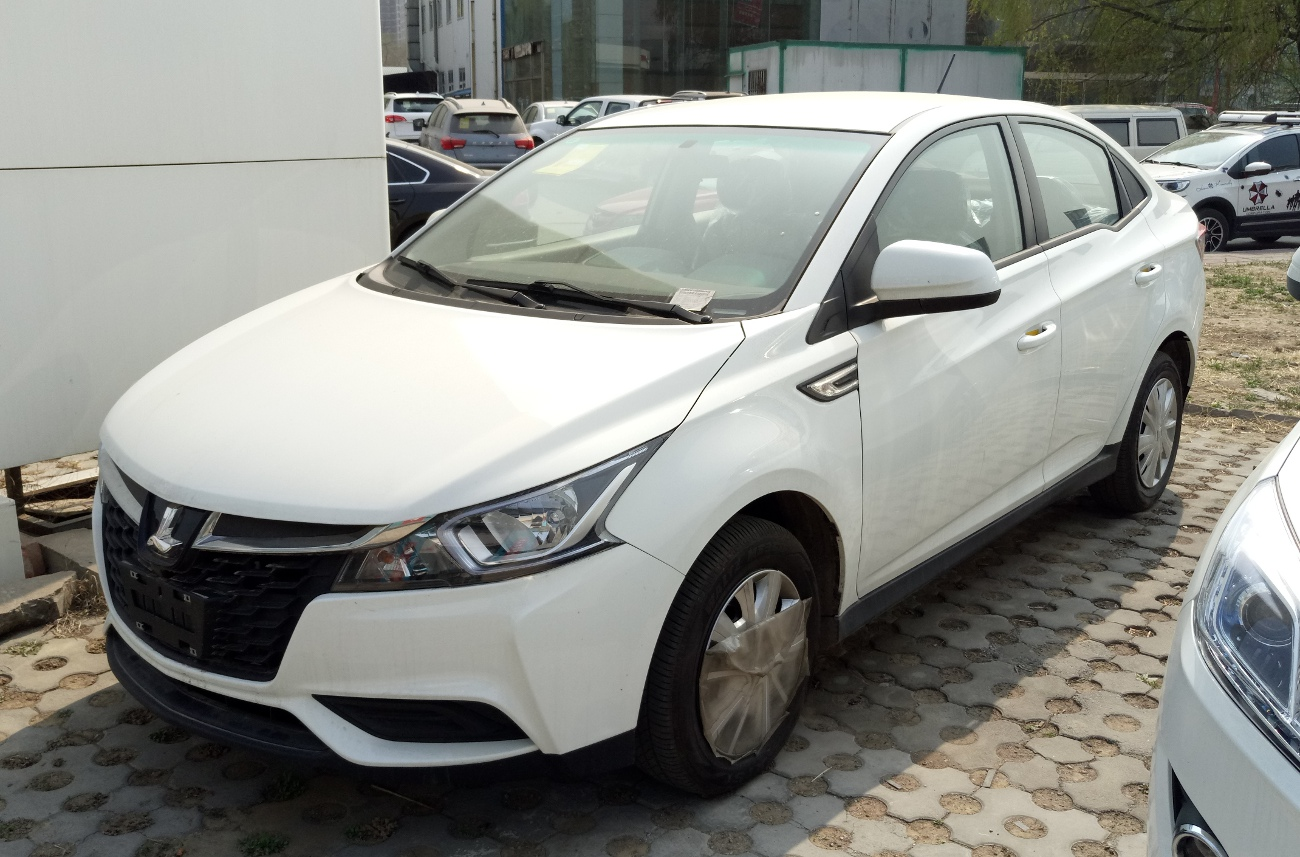
럭스젠 S3
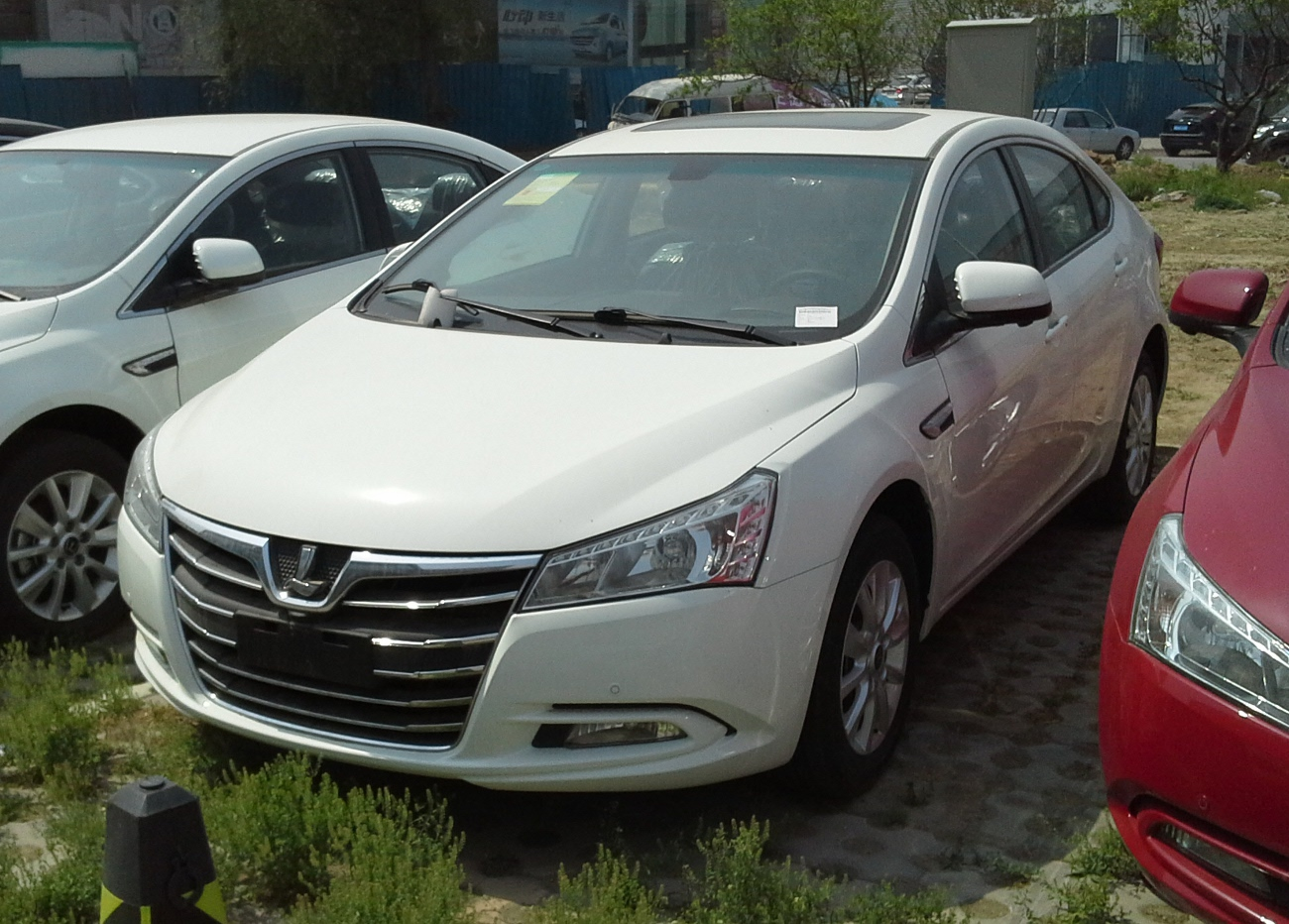
럭스젠 S5
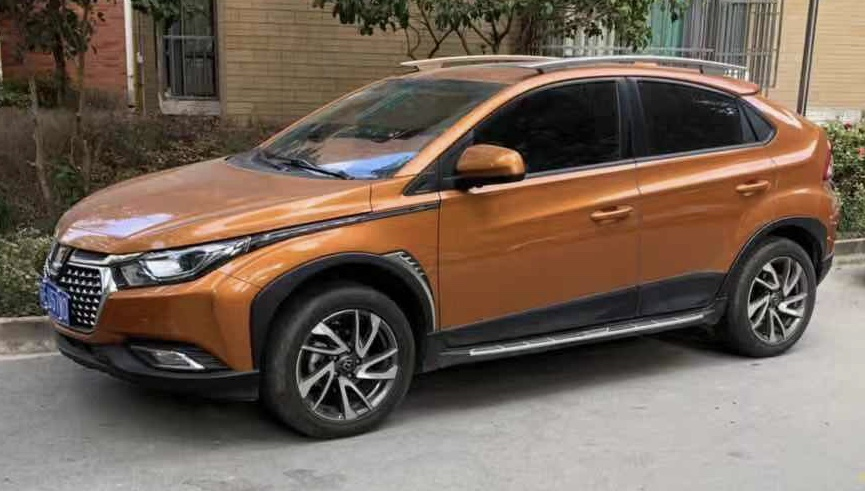
럭스젠 U5
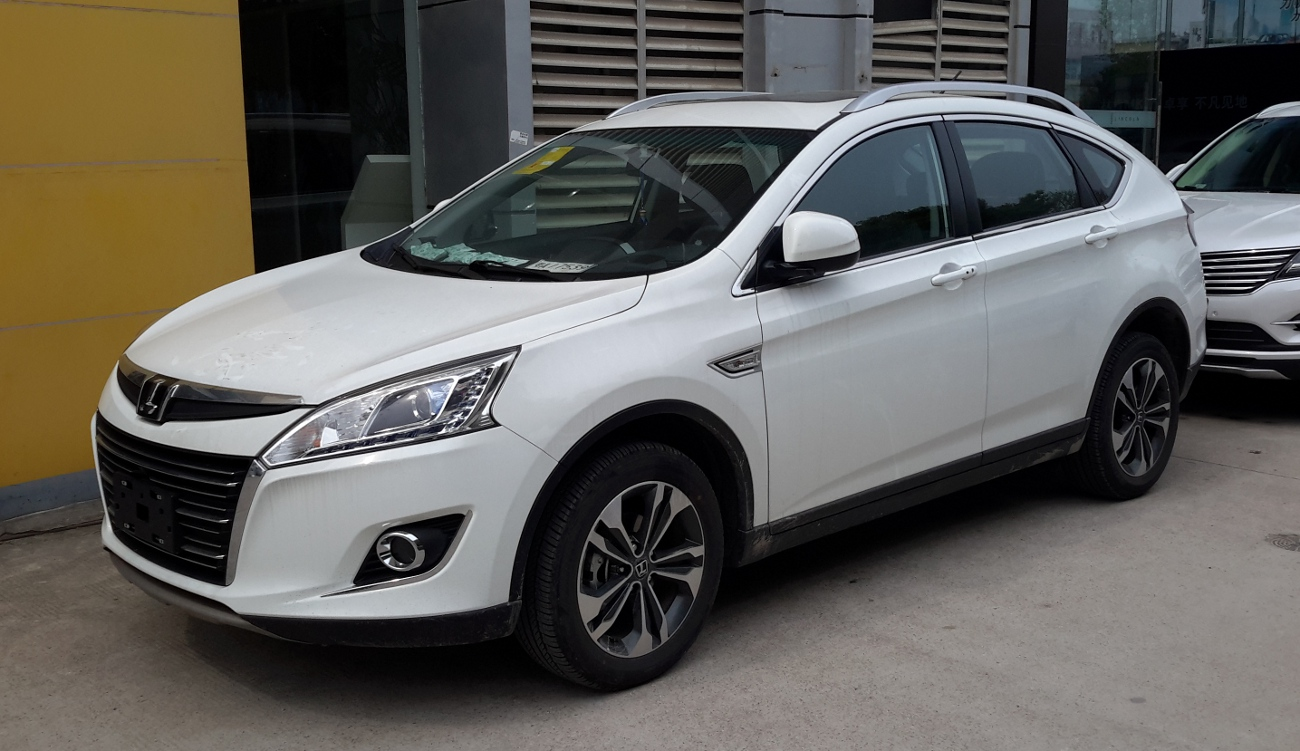
럭스젠 U6
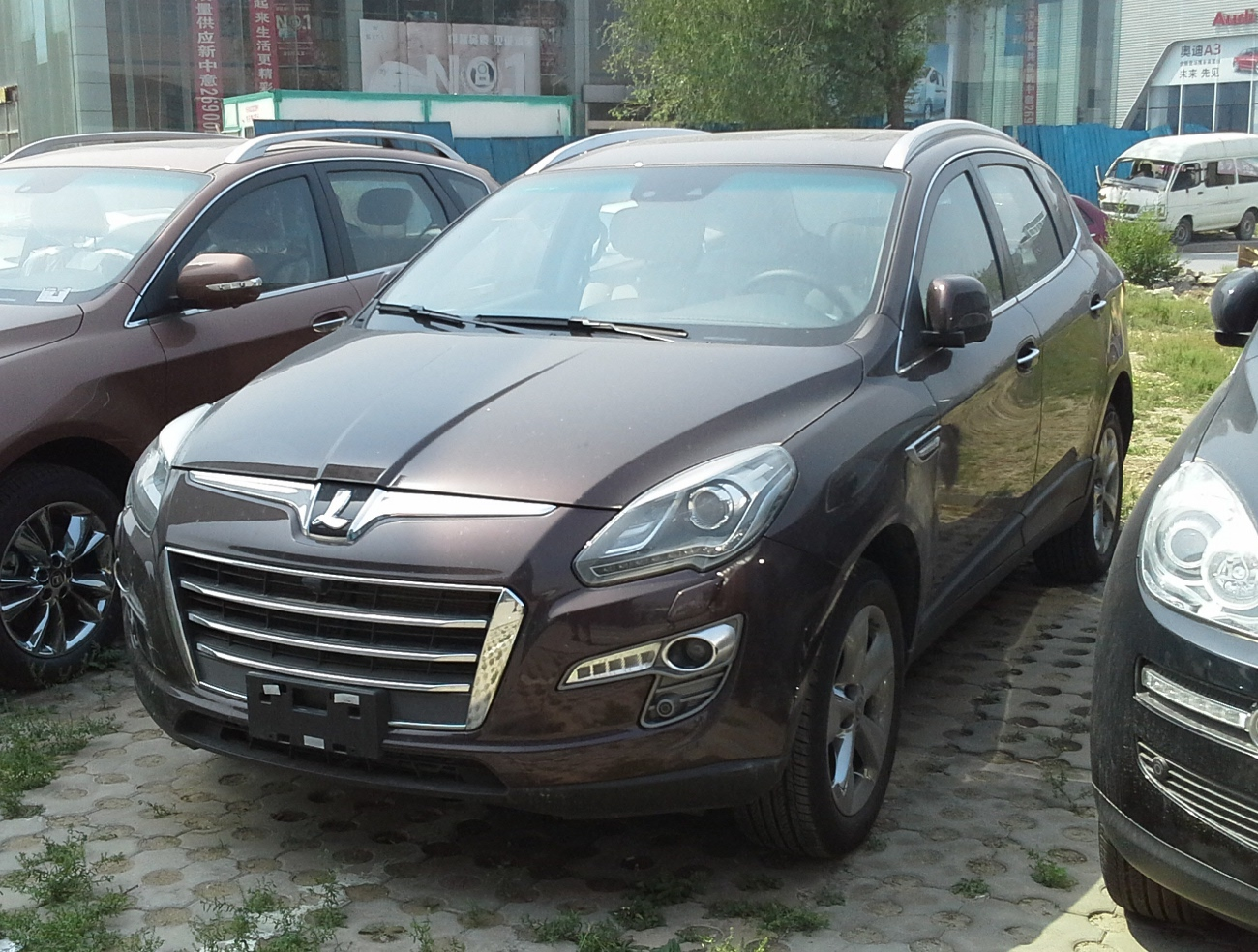
럭스젠 U7
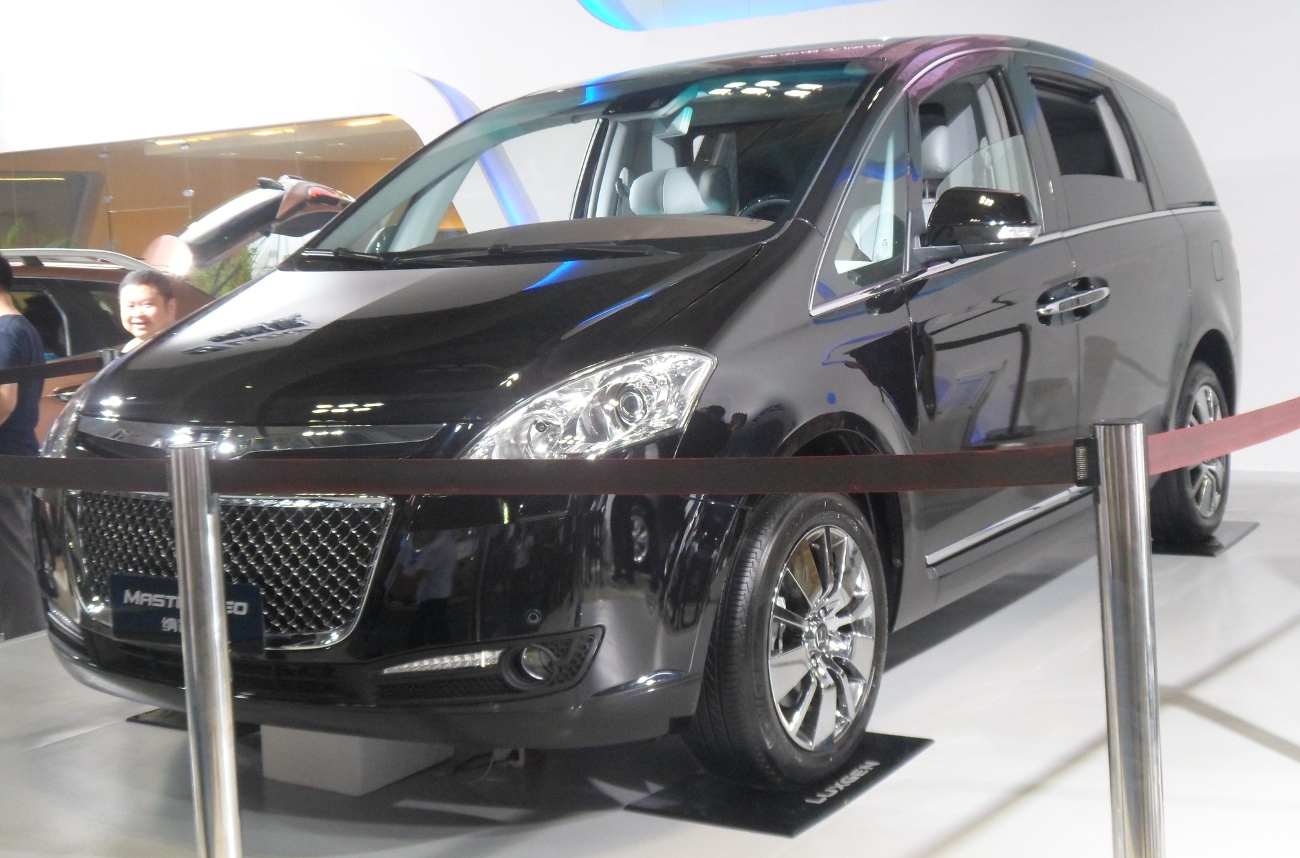
럭스젠 마스터 CEO MPV

## 운영
둥펑 위룽은 샤오산 린장 산업 지대에 연간 12만 대의 차량과 12만 대의 엔진 생산 능력을 갖춘 제조 시설을 운영하고 있다.

## 판매
둥펑 위룽은 2011년에 총 31,106대의 차량을 판매했으며, 이 중 대부분은 럭스젠 7 모델이었다.
2013년 중국에서 총 31,270대의 럭스젠 브랜드 차량이 판매되어 그 해 중국에서 49번째로 많이 판매된 자동차 브랜드가 되었다.